# Ophiostriatus atlanticus
Ophiostriatus atlanticus är en ormstjärneart som först beskrevs av Ole Theodor Jensen Mortensen 1933.  Ophiostriatus atlanticus ingår i släktet Ophiostriatus och familjen fransormstjärnor. Inga underarter finns listade i Catalogue of Life.